# Max Lang (Regisseur)

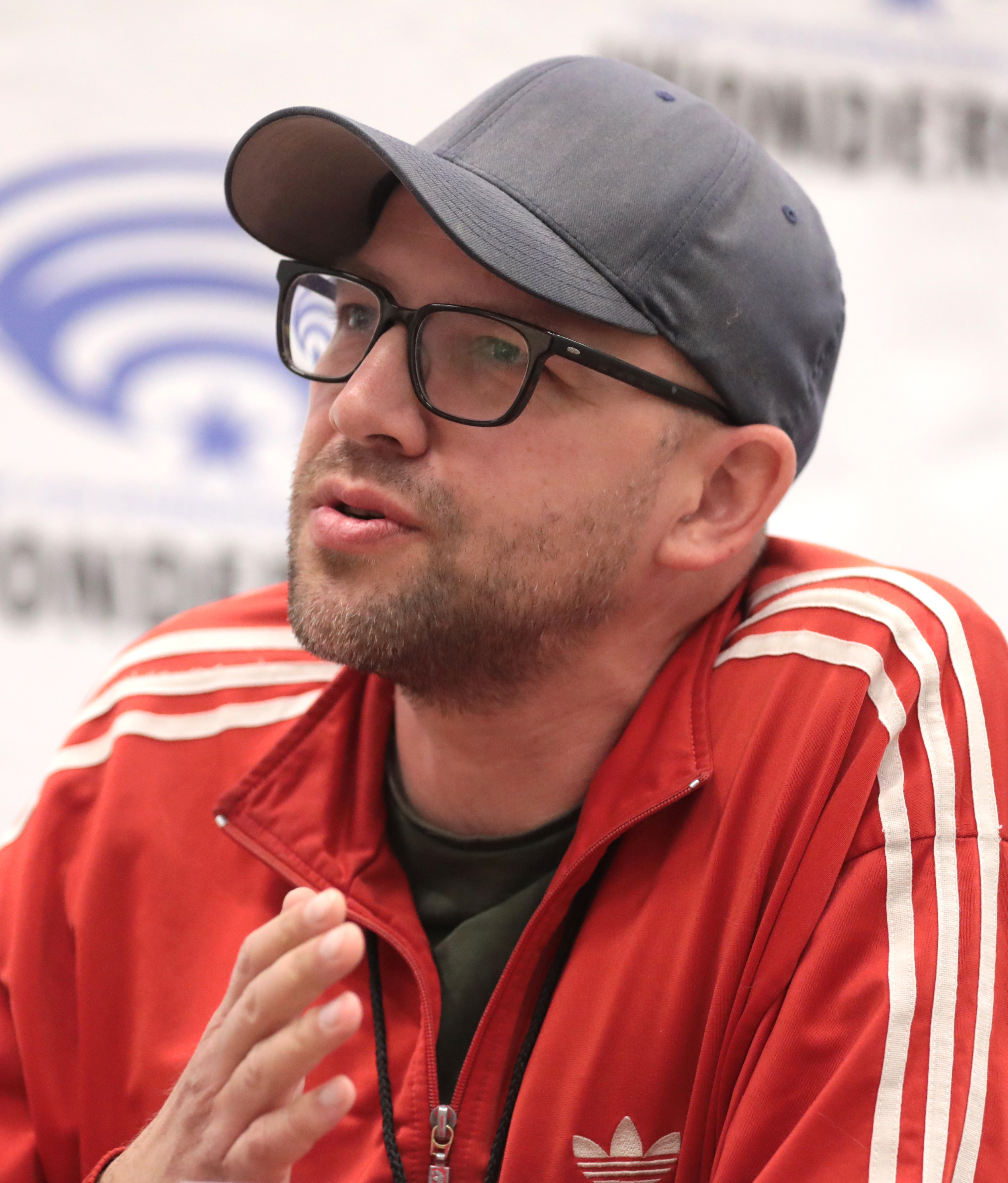
Max Lang

Max Lang (* 1982)  ist ein deutscher Regisseur.

## Leben
Lang stammt aus Rheinberg und studierte ab 2005 Animation an der Filmakademie Baden-Württemberg. Er arbeitet für das 2002 gegründete Animationsstudio Studio Soi.
Gemeinsam mit Jakob Schuh führte er 2009 bei dem Animationsfilm Der Grüffelo Regie, für den er nach dem gleichnamigen Kinderbuch von Julia Donaldson auch das Drehbuch schrieb. Der Film wurde 2010 beim Trickfilmfestival Stuttgart mit dem Tricks for Kids Award für den besten Kindertrickfilm ausgezeichnet und 2011 in der Kategorie Bester animierter Kurzfilm für einen Oscar und einen BAFTA Award nominiert. Zudem gewann er zwei Preise beim Prix Jeunesse. Von 2011 bis 2012 arbeitete Lang mit Jan Lachauer an der Verfilmung des Kinderbuchs Für Hund und Katz ist auch noch Platz, ebenfalls von Julia Donaldson. Der Film wurde 2014 für einen Oscar als Bester animierter Kurzfilm nominiert. 2021 erreichte er mit dem Film „The Snail and the Whale“ ein weiteres Mal die Shortlist der Oscar-Nominierungen in der Kategorie Bester animierter Kurzfilm.

## Filmografie
- 2009: Der Grüffelo (The Gruffalo)
- 2011–2013: The Amazing World of Gumball (TV-Serie, 17 Folgen)
- 2012: Für Hund und Katz ist auch noch Platz (Room on the Broom) (TV)
- 2015: Stockmann – Kleines Stöckchen auf großer Reise (Stick Man) (Produktion)
- 2019: The Snail and the Whale (animierter Kurzfilm)

## Auszeichnungen (Auswahl)
- 2010: BAFTA-Nominierung, Bester animierter Kurzfilm, für Der Grüffelo
- 2010: Preis für das beste Fernseh-Special, Festival d’Animation Annecy, für Der Grüffelo
- 2011: Oscar-Nominierung, Bester animierter Kurzfilm, für Der Grüffelo
- 2011: Nominierung Cartoon d’Or für Der Grüffelo
- 2013: Cristal – Beste Fernsehproduktion, Festival d’Animation Annecy, für Für Hund und Katz ist auch noch Platz
- 2014: Oscar-Nominierung, Bester animierter Kurzfilm, für Für Hund und Katz ist auch noch Platz